# Entelecara sombra
Entelecara sombra är en spindelart som först beskrevs av Chamberlin och Ivie 1947.  Entelecara sombra ingår i släktet Entelecara och familjen täckvävarspindlar. Inga underarter finns listade i Catalogue of Life.